# Love It If We Made It
«Love It If We Made It» es una canción de pop rock interpretada por la banda británica The 1975 y lanzada como segundo sencillo de su tercer álbum de estudio A Brief Inquiry Into Online Relationships. La canción fue lanzada como sencillo en descarga digital y streaming el 19 de julio de 2018. Fue escrito por todos los miembros de The 1975 y fue producido por el vocalista principal Matty Healy y el baterista George Daniel. 
"Love It If We Made It" es una canción que combina música electropop, pop, funk y new wave y presenta un fuerte ritmo de batería y sintetizadores pulsantes. La letra de la canción critica el clima social contemporáneo y alude a numerosos eventos políticos y culturales, como las protestas del himno nacional de Estados Unidos y la muerte del rapero estadounidense Lil Peep.
La canción fue recibida con aclamación crítica generalizada, elogios dirigidos hacia las letras de la canción, y apareció en numerosas listas de críticos de fin de año, con Pitchfork, The Fader y Jon Pareles de The New York Times considerándola la mejor canción del año. El 12 de agosto de 2018 se lanzó un video musical vertical para la canción a través de Spotify y al mes siguiente se lanzó un segundo video musical dirigido por Adam Powell. La canción alcanzó el número 6 en la lista de Billboard Alternative Songs, convirtiéndose en su segundo pico más alto en la lista detrás de su canción de 2016 "Somebody Else", que alcanzó el número 5.

## Video musical
El primer video de la canción fue un video vertical en formato 16: 9 lanzado a través de Spotify el 12 de agosto de 2018 después de haber sido objeto de burlas en la cuenta de Instagram de la banda.  El video oficial de la canción fue dirigido por Adam Powell con iluminación y diseño conceptual diseñado por Tobias Rylander. Fue lanzado el 15 de octubre de 2018 y presenta las siluetas coloridas de los miembros de la banda y los fanáticos del video vertical también intercalados por numerosos eventos de noticias.
El video comienza con una bolsa de plástico flotando en el mar. Mientras Healy canta "Diciendo cosas controvertidas solo por el placer de hacerlo", aparece una imagen de Milo Yiannopoulos en la pantalla y poco después de las líneas "vendiendo melanina", se muestran imágenes de personas golpeándose entre sí durante las ventas del Black Friday, comentando así simultáneamente sobre el consumismo sobre la hipocresía percibida de los blancos que oscurecen su piel mientras el racismo sigue vivo. Esto inmediatamente lleva a imágenes tomadas por teléfono de la asfixia de Eric Garner. Durante las líneas "Comience con delitos menores y haremos un negocio con ellos", se muestran imágenes del complejo industrial de la prisión. Se muestra un flash de las imágenes de la Iglesia Bautista de Westboro cuando Healy canta "la verdad es solo un rumor" y una imagen de Harvey Weinstein aparece durante las líneas "la modernidad nos ha fallado".
Se muestra una imagen de Healy tomando una selfie durante las líneas "envenenarme papi", seguida inmediatamente por un clip de la limpieza del Salisbury Attack 2018, seguido de imágenes de los disturbios de Londres, que mataron a cinco personas. Durante la referencia de la canción a la muerte de Alan Kurdî, se muestran imágenes de su cadáver y se muestran imágenes de Lil Peep mientras Healy hace referencia a su muerte en la canción. El segundo uso de la línea "la modernidad nos ha fallado" va acompañado de imágenes de la quema de la Torre Grenfell. Healy y los bailarines de apoyo luego realizan el baile del video musical de la canción de Michael Jackson "The Way You Make Me Feel", haciendo referencia a 'la generación MTV'. Una imagen de Brett Kavanaugh se muestra durante las líneas "kitsch liberal" y una de Donald Trump se muestra durante las líneas "Me moví sobre ella como una perra". Las imágenes de las protestas contra el presidente se muestran durante las líneas "emocionado de ser acusado" y las imágenes de Kanye West con Donald Trump se muestran durante las líneas "¡Gracias, Kanye, muy bien!" tres segundos antes de que se muestren imágenes de los ataques del World Trade Center. El video termina con un mensaje de "diapositiva para apagar" desde la pantalla de un iPhone después de que se muestran imágenes de los fanáticos de 1975 y el propio Healy. Después del final del video, se muestra una lista de varias organizaciones y movimientos, incluidos "MeToo, Black Lives Matter e It Gets Better.
Patrick Hosken de MTV llamó al video "otro video musical asombrosamente hermoso de The 1975" y una "visión brillante de la vida en 2018". Tom Connick de NME opinó que se trata de un "repaso cegadoramente colorido de los asuntos actuales, la cultura pop y los espacios donde los dos chocan". El sitio más tarde nombró al video como uno de los mejores de 2018. The site later named the video one of the best of 2018.

## Posicionamiento en lista
| Lista (2018)                           | Posiciones |
| -------------------------------------- | ---------- |
| Irlanda (IRMA)                         | 35         |
| Escocia (Scottish Singles Sales Chart) | 47         |
| Reino Unido (UK Singles Chart)         | 33         |
| Estados Unidos (Alternative Airplay)   | 6          |